# Macaca fascicularis
Macaca fascicularis (Макака крабоїдний або довгохвостий) — вид приматів з роду Макака (Macaca) родини Мавпові (Cercopithecidae). Вид мешкає у Південно-Східній Азії, всеїдний, живе у матрилінійних соціальних групах.

## Опис
Самці мають вуса, а самиці — бороди. Діти народжуються чорними та міняють колір у міру дорослішання. Мають надзвичайно довгі хвости від 40 до 65 см довжиною. Довжина тіла 39–65 см. Вага самців 4.7–8.3 кг, самиць — 2.5–5.7 кг. Хутро сіро-коричневе або червонувато-коричневе, яскраве вдень. Ці кольори завжди блідіші на череві. Лице коричнювато-сірого кольору. Ніс плоский, а ніздрі вузькі й близько один до одного.

## Поширення
Країни поширення: Бангладеш; Бруней, Камбоджа, Індія (Андаманські й Нікобарські о-ви), Індонезія, Лаос, Малайзія, М'янма, Філіппіни, Сінгапур, Таїланд, Східний Тимор, В'єтнам. Уведено: Маврикій; Палау; Папуа Нова Гвінея. Цей вид надзвичайно терпимий до середовища існування, в тому числі населяє мангрові й болотні ліси, порушені та вторинні лисі і може бути знайдений у сільськогосподарських районах поруч із лісом до висоти 1800 м на Філіппінах. На материку зазвичай живе на більш низьких висотах.

## Поведінка
Цей вид є напівназемним, денним і всеїдним. В основному споживає фрукти, а також комах, яйця птахів, а тварини, які живуть на березі моря — крабів. M. fascicularis живуть разом у групах від 6 до 60 тварин, які складаються з кількох самиць і самців. Самці будують ієрархію, зокрема шляхом інтенсивних боїв. Це територіальні тварини, тому групи боронять свою територію.

## Життєвий цикл
Самці досягають статевої зрілості приблизно у 6 років, у той час як самиці — приблизно у 4 роки. Відомо, що пологи у цього виду найбільше трапляються з травня по липень, що відповідає сезонові дощів. Як і у всіх приматів, наявний тривалий період підліткової залежності. Самиці забезпечують більшу частину догляду за потомством. Молодь отримує харчування, підтримку, догляд, захист і навчання від матері.
Хоча про тривалість життя цього виду не було повідомлено, вона, швидше за все, схожа з іншими членами роду, які в змозі досягти максимального віку близько 30 років у неволі.

## Загрози та охорона
У більшій частині ареалу головною загрозою є полювання. Вид входить до Додатка II СІТЕС. Проживає у багатьох охоронних територіях.

## Відносини з людьми
Тварина вважається священною в деяких храмах, останнім часом є предметом медичних експериментів, на неї іноді полюють заради їжі. Оскільки ці макаки харчуються на культивованих полях, де збирають молодий сухий рис, листя маніоки та ін., там розглядаються як шкідники сільського господарства. Вони також беруть їжу з цвинтарів, сміттєвих баків і ям. Деколи беруть участь в агресивних взаємодіях із людьми.

## Галерея

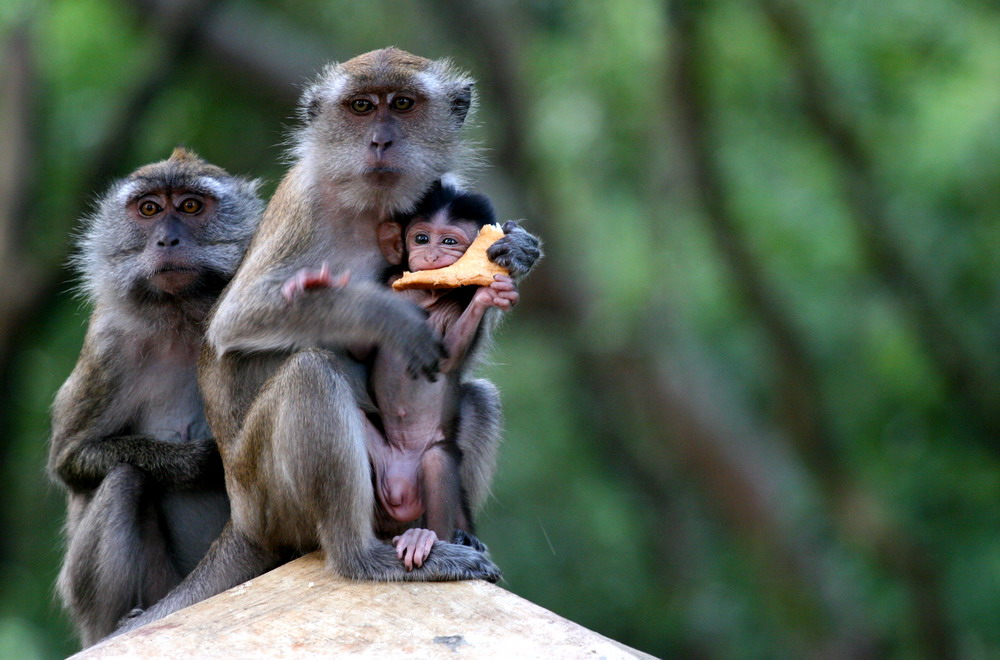
Самиці Macaca fascicularis із дитинчам
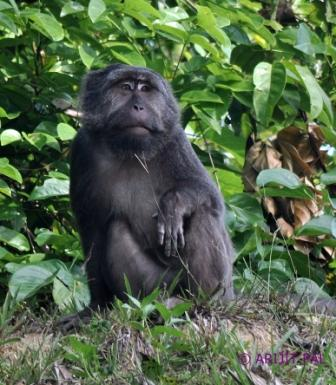
M. f. umbrosus — сіроколірний підвид з Нікобарських о-ів
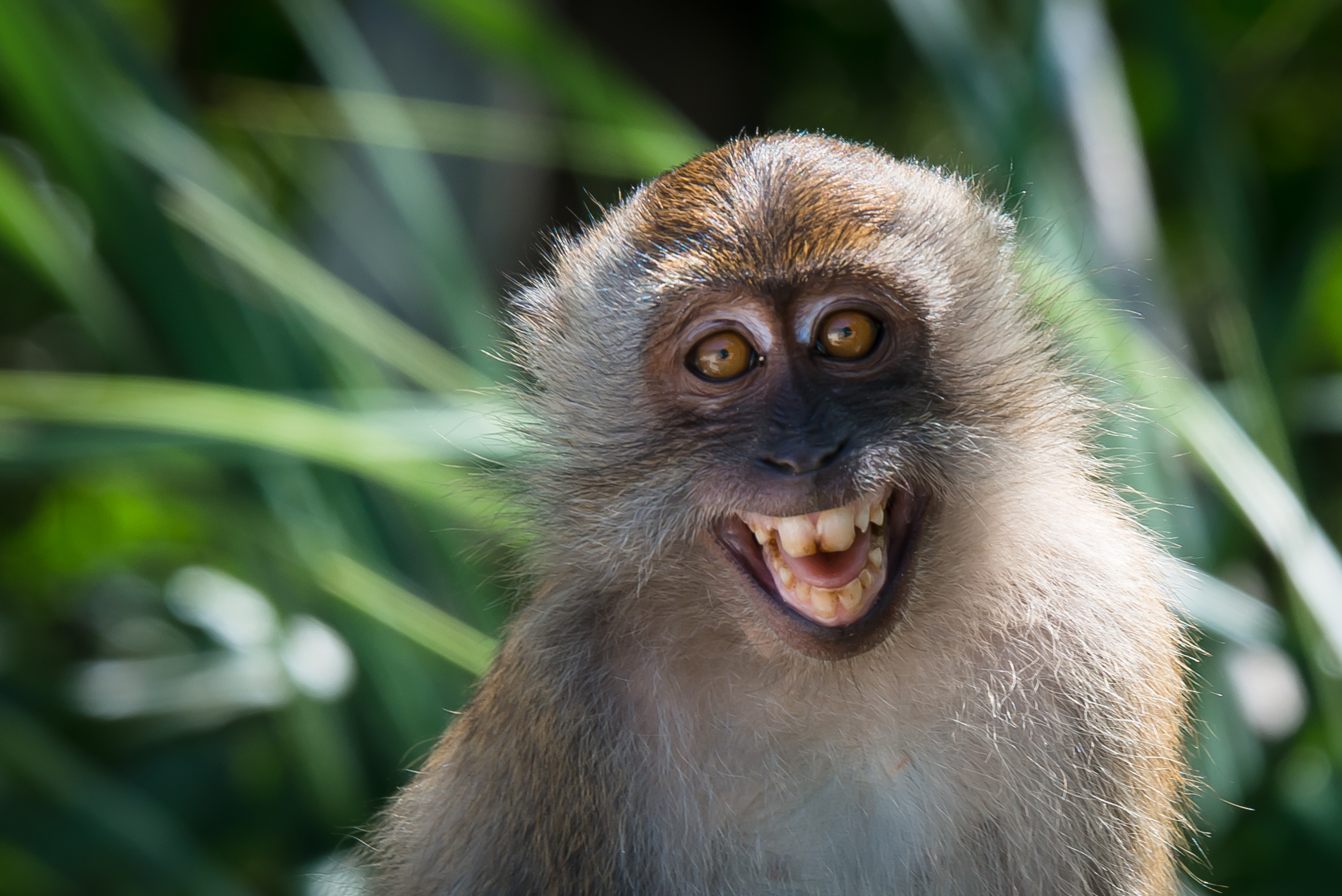
Молода особина показує зуби
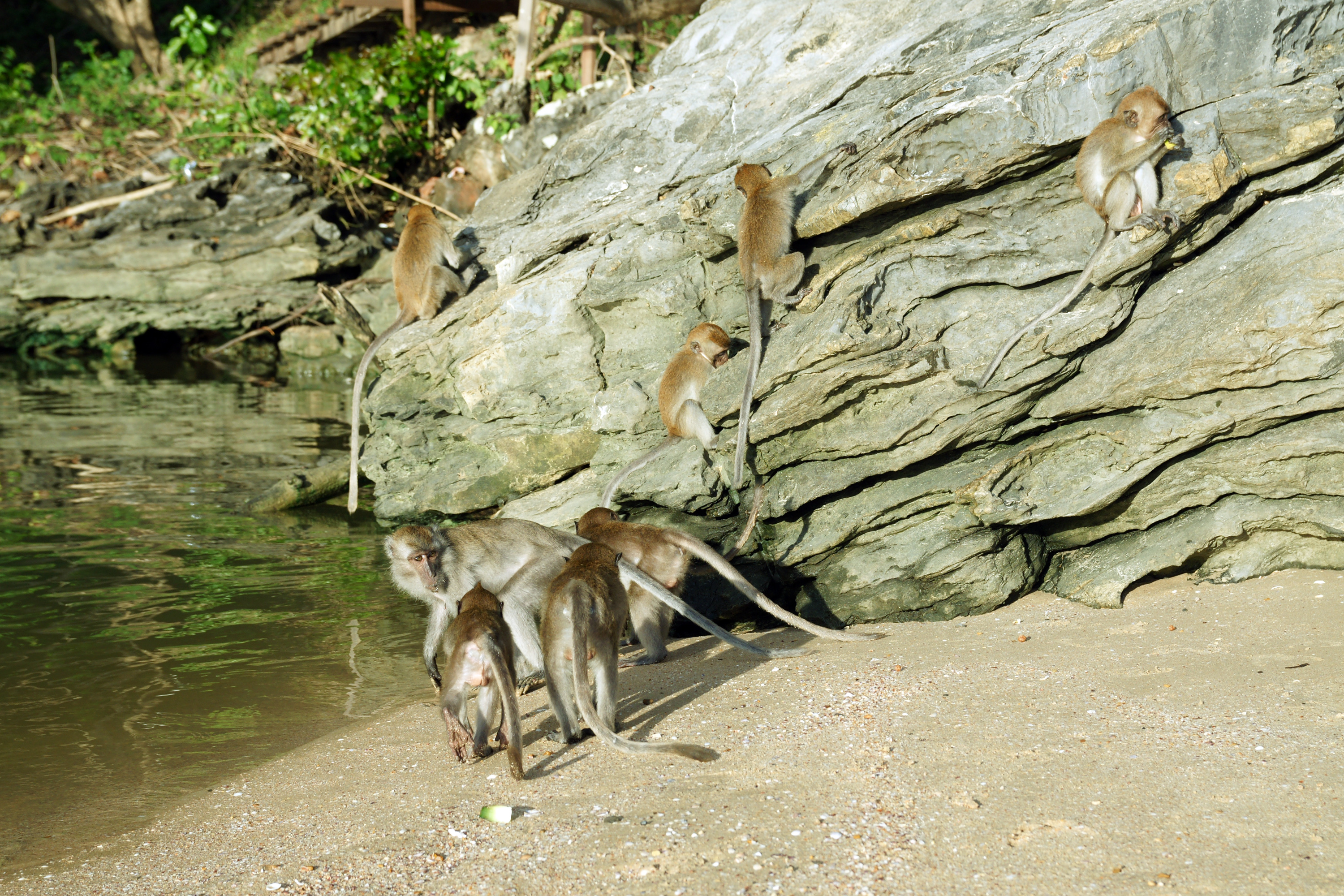
Група за збиранням молюсків і крабів